# Cultura de Esna
A cultura Isnana desenvolveu-se na região de Esna em torno de 13000-12500 AP; foram encontradas possíveis evidências de agricultura primitiva e até mesmo domesticação animal, embora nada seja conclusivo. A indústria lítica foi baseada em grandes lascas, raspadores finais, entalhes, denticulados e lamelas.